# Aigle de Weiske
Hieraaetus weiskei
Espèce
Statut de conservation UICN

 LC  : Préoccupation mineure
Statut CITES
L'Aigle de Weiske (Hieraaetus weiskei) est une espèce d'oiseaux de la famille des Accipitridae.

## Nomenclature
Son nom commémore le naturaliste allemand Emil Weiske (en) (1867-1950).

## Répartition

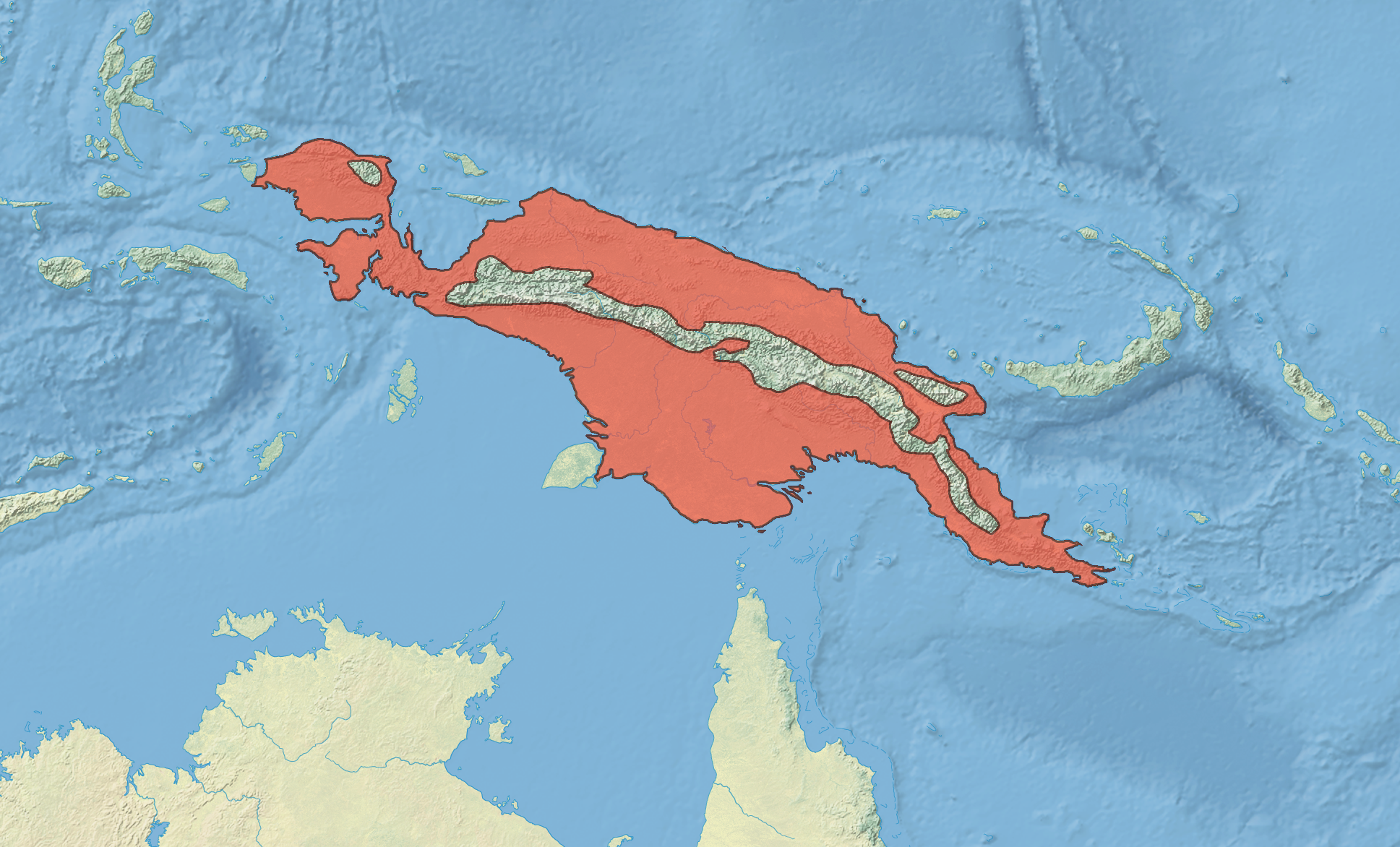
Répartition de l'espèce en Nouvelle-Guinée.

Cette espèce vit en Nouvelle-Guinée.

## Taxinomie
Les travaux phylogéniques de Bunce et al. (2005) montrent que cette espèce est clairement distincte génétiquement, morphologiquement et géographiquement de l'Aigle nain (Hieraaetus morphnoides), dont elle était considérée être une sous-espèce jusque-là.